# Hervé III de Léon
Pour les articles homonymes, voir Hervé de Léon.
 (juin 2021).
Hervé III de Léon (vers 1215 - vers 1265) fut vicomte de Léon, succédant à son père Guyomarch VI de Léon.

## Biographie
Hervé III de Léon pour apurer ses dettes envers Jean Ier de Bretagne lui cède à Quimperlé en mars 1240 le château et le port de Brest ce qui permet au duc d'obtenir pour la première fois un point d'appui sur la côte nord-ouest duché. Le castellum (château) de Quimperlé est incendié en 1241 par un membre de sa famille, dénommé également Hervé de Léon.

## Postérité
De son union avec Marguerite de  Dinan-Montafilant il laisse trois enfants :
- Ane de Léon épouse de Roland II de Dinan (mort vers 1319), chevalier, seigneur de Montafilant et de Runefau ;
- Hervé IV de Léon lui succède comme vicomte de Léon ;
- Constance épouse de Guillaume de Plœuc.